# 에시오 트롯: 거북아 거북아
《에시오 트롯: 거북아 거북아》(영어: Roald Dahl's Esio Trot)는 2015년 공개된 영국의 로맨틱 코미디 영화이다. 로알드 달의 아동문학 《아북거, 아북거》를 원작으로 한다.

## 출연

### 주연
- 더스틴 호프만
- 주디 덴치

### 조연
- 리처드 코더리

## 기타
- 원작자: 로알드 달
- 조감독: 해리 보이드
- 미술: 톰 버튼
- 세트: 바바라 허먼-스켈딩
- 특수효과: 스콧 맥킨타이어
- 미용: 시안 윌슨
- 의상: 제니 비번
- 배역: 레이첼 프렉
- 프로덕션매니저: 하이디 마운트